# Laura Huerga i Ayza
Laura Huerga i Ayza (Barcelona, 1978) és una editora, escriptora i cofundadora el 2011 de l'editorial d'assaig i narrativa Raig Verd. D'ençà el 2022 és presidenta del PEN català, essent el dotzè president en cent anys d'història de l'entitat i la cinquena dona a ocupar aquest càrrec.
Ha escrit dos contes per a infants i coescrit el llibre Tu, calla! sobre la llibertat d'expressió, manifestació i informació en el marc de la «llei mordassa» i la reforma del Codi penal de 2015. Escriu articles d'opinió a El Nacional.

## Obra publicada
- Els malets: els animals que viuen com si fossin nens (amb il·lustracions de Laia Puig). Barcelona: Birabiro, 2015. ISBN 978-84-16490-12-7.
- L'Àlex i el hula hoop màgic (amb il·lustracions d'Albert Arrayás). Barcelona: Birabiro, 2016. ISBN 978-84-16490-24-0.
- Tu, calla! (amb Blanca Busquets). 2018. ISBN 978-84-16689-67-5.[6]